# Marcel Achard
Pour les articles homonymes, voir Ferréol et Achard.
Marcel Achard est un écrivain français, dramaturge, scénariste et réalisateur français, né le 5 juillet 1899 à Sainte-Foy-lès-Lyon et mort le 4 septembre 1974  dans le 7e arrondissement de Paris.
Auteur et acteur de boulevard, de comédies légères et plus tardivement de comédies musicales, journaliste à l'occasion, il a été un représentant de la fantaisie, de l'humour, de la poésie consolatrice au cours de l'entre-deux-guerres. Il connaît un succès croissant sur les scènes européennes libres non soumises à la censure au cours des années 1930 avec des pièces comme La vie est belle (1928) ou Jean de la Lune (1929). Patate, pièce écrite en 1957, lui permet de renouer avec les succès d'avant-guerre.

## Biographie

### Homme de théâtre
De son vrai nom Marcel-Augustin Ferréol Achard, il commence à travailler jeune, d'abord comme souffleur dans un théâtre. Il a une grande maîtrise de sa voix. Attiré par les planches et les comédiennes, il fait ses débuts de comédien dans ses premières pièces et au cinéma muet dès 1923. Il se révèle dans le rôle du clown Crockson, un des trois personnages clefs de sa pièce Voulez-vous jouer avec moâ ?. Cette pièce à l'accent de Jules Laforgue est son premier franc succès, il y eut plus de deux cents représentations et ce succès auprès du public parisien lui permit d'être découvert par Lugné-Poe et Charles Dullin. Ce dernier, au nom du théâtre de l'Atelier, lui avait d'ailleurs commandé la pièce. Dans celle-ci, tous les personnages achardiens, sans épaisseur et sans grande passion, sont déjà en germe : êtres sentimentaux et tendus, la femme belle et inconstante, un peu naïve, l'homme timide et naïf et les dialogues qui nous mènent, au terme d'un parcours où ne peuvent s'effacer des allusions aux cynismes et à la mélancolie des temps, vers un monde où tout se résout avec le temps.

### Poète et homme de cinéma
Si au moment de sa première reconnaissance théâtrale, Marcel Achard a voulu livrer sa veine poétique avec le recueil de ses inspirations, La Muse pérégrine, il a, dès le début des années trente, sa notoriété définitivement acquise dans le milieu du théâtre français, éprouvé et gardé une fascination pour l'image et le son cinématographiques. C'est pourquoi il a contribué, sous la direction de Jean Choux, à la première réalisation de Jean de la Lune au cinéma en 1931 et a lui-même adapté sa pièce au cinéma en 1948. Entre ces deux dates, il a participé à une dizaine de longs métrages, alors que ses œuvres théâtrales étaient jouées avec succès dans la plupart des pays de l'Europe du nord et du sud avant guerre.

### Élection à l'Académie française
Marcel Achard est élu à l'Académie française, le 28 mai 1959, au fauteuil d'André Chevrillon. Ce siège numéroté 21 est vacant depuis deux ans. Au scrutin destiné à pourvoir la place, plusieurs candidats étaient en lice et déclarés depuis longtemps, notamment Jean Guitton et Henri Bosco. La candidature de Marcel Achard surgit à l'improviste, une semaine avant la clôture, et c'est le comédien et auteur de théâtre qui l'emporte finalement au troisième tour. Son talent, sa gaieté, son brio et son regard de myope derrière de grosses lunettes rondes avaient conquis 17 voix fidèles. Marcel Pagnol lui donne son épée le 3 décembre 1959.

### Fin de vie

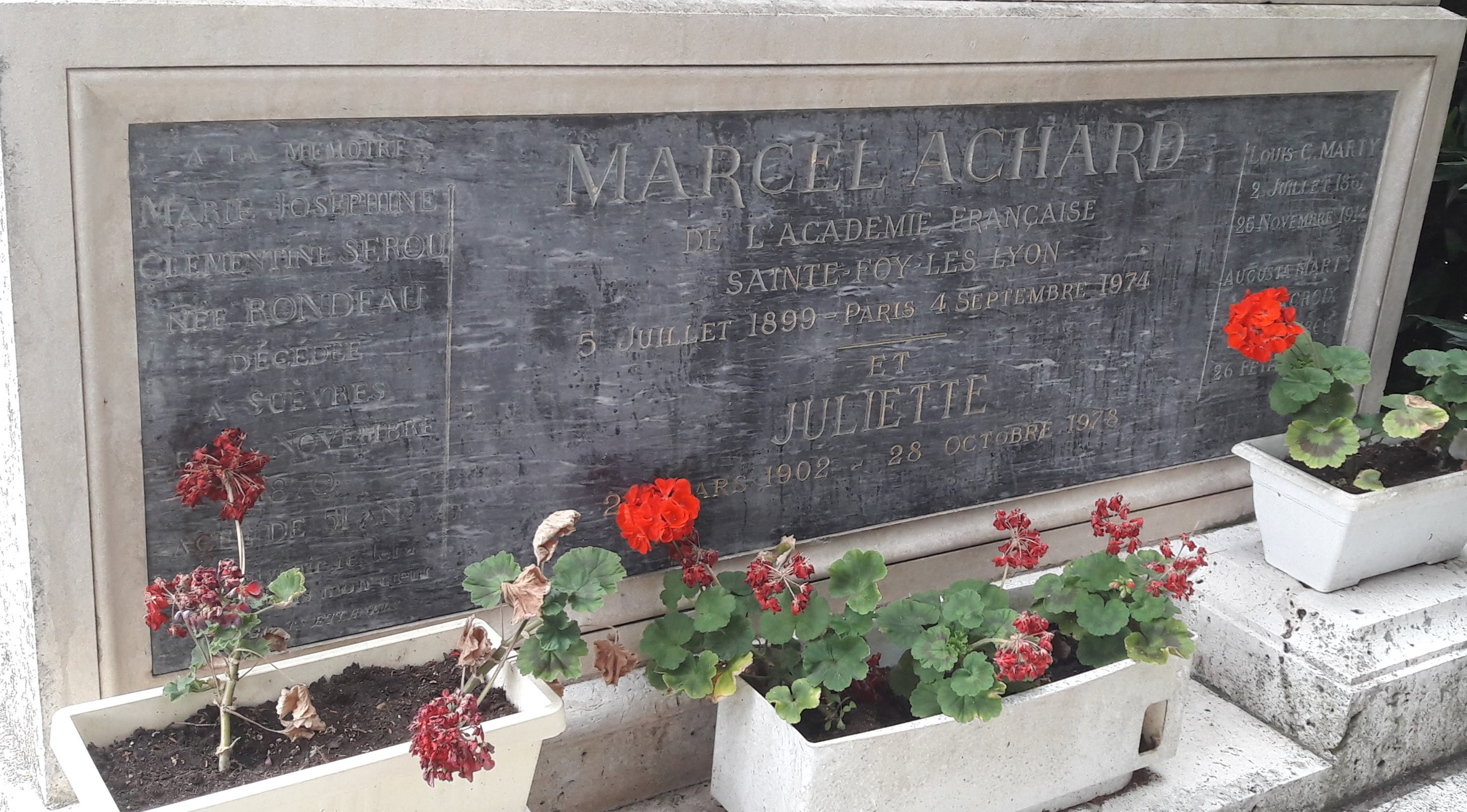
La tombe de Marcel Achard au cimetière de La Chaussée-Saint-Victor.

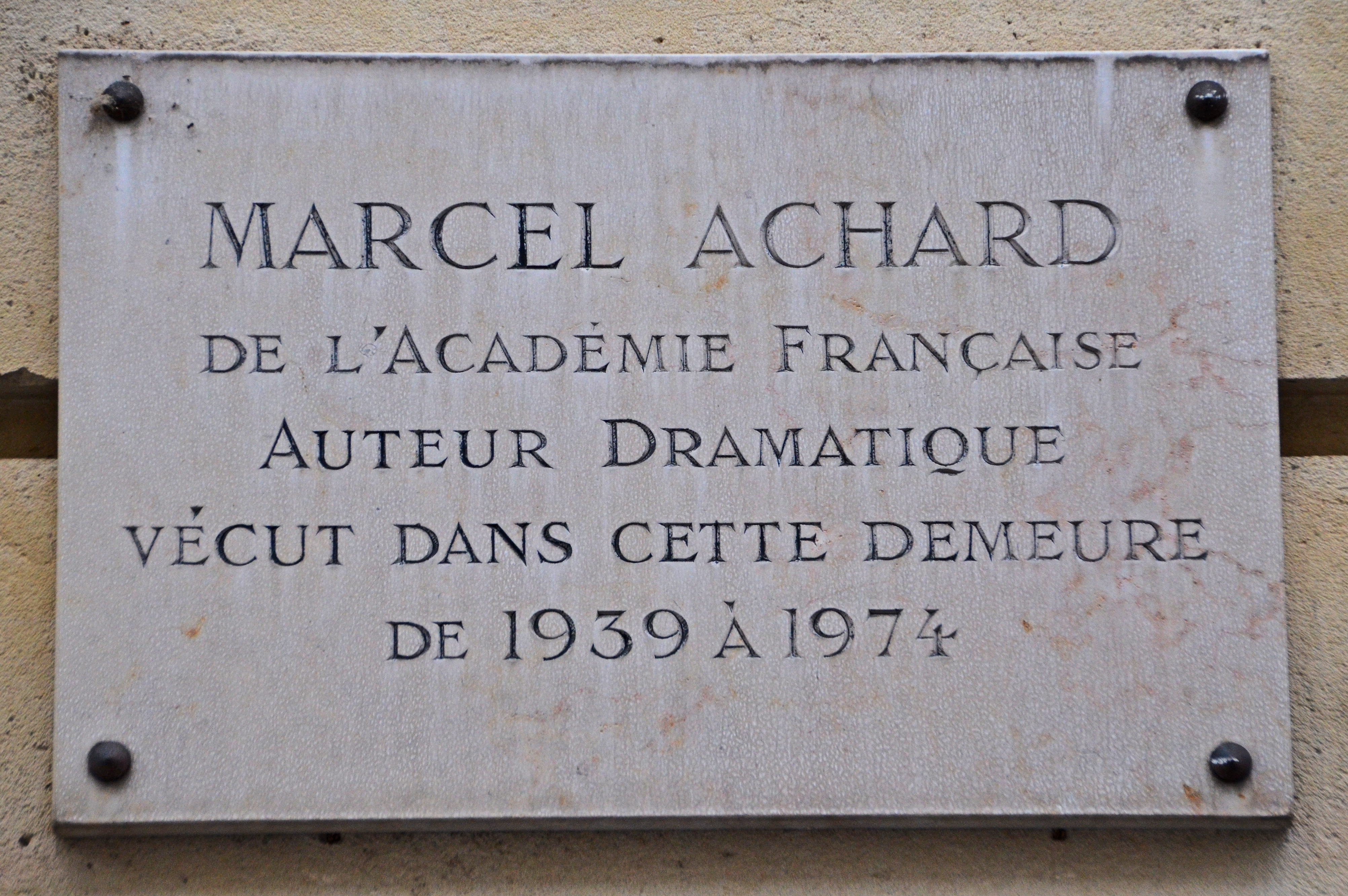
Plaque commémorative apposée au no 8 de la rue de Courty, Paris (7e arr.).

Marcel Achard meurt le 4 septembre 1974 à Paris, Il est inhumé au cimetière de La Chaussée-Saint-Victor en Loir-et-Cher. Son épouse Juliette meurt le 28 octobre 1978 à 75 ans et est enterrée à ses côtés.

## Théâtre

### Auteur
- Celui qui vivait sa mort, écrite en 1922, mise en scène Charles Dullin, théâtre de l'Atelier, 9 mai 1923
- Voulez-vous jouer avec moâ ?, mise en scène Charles Dullin, théâtre de l'Atelier, 18 décembre 1923
- La messe est dite, 1923
- Malbrough s'en va-t-en guerre, pièce en 3 actes, mise en scène Louis Jouvet, Comédie des Champs-Élysées, 9 décembre 1924
- Et dzim la la…, mise en scène Georges Pitoëff, théâtre des Arts, 16 juin 1926
- Je ne vous aime pas, 1926
- La Femme silencieuse, adaptée de Ben Jonson et jouée après 1926
- La vie est belle, 1928
- Jean de la Lune, mise en scène Louis Jouvet, Comédie des Champs-Élysées, 16 avril 1929
- La Belle Marinière, Comédie-Française, 4 novembre 1929
- Une balle perdue, 1929
- Le Rendez-vous, mise en scène Lugné-Poe, théâtre Édouard-VII, 3 octobre 1930
- Mistigri, comédie en 4 actes, mise en scène Jacques Baumer, théâtre Daunou, 22 décembre 1930
- Domino, comédie en 3 actes, mise en scène Louis Jouvet, Comédie des Champs-Élysées, 3 février 1932
- La Femme en blanc, 1932, théâtre Michel, 8 mars 1933
- Pétrus, pièce en 4 actes, mise en scène Louis Jouvet, Comédie des Champs-Élysées, 7 décembre 1933
- Le Cinéma à vol d’oiseau, 1934
- Noix de coco, théâtre de Paris, 4 décembre 1935
- Gribouille, 1937
- L'Alibi, 1938
- Le Corsaire, conte en 2 actes et 6 tableaux, mise en scène Louis Jouvet, théâtre de l'Athénée, 25 mars 1938
- Adam, théâtre du Gymnase, 1938
- Mademoiselle de Panama, mise en scène Marcel Herrand, théâtre des Mathurins, 1942
- Colinette, 1942
- Auprès de ma blonde, comédie, mise en scène Pierre Fresnay, théâtre de la Michodière, 7 mai 1946
- Les Sourires inutiles, Comédie-Française, 4 février 1947
- Nous irons à Valparaiso, mise en scène Pierre Blanchar, théâtre de l'Athénée, 2 mars 1947
- Savez-vous planter les choux ?, mise en scène Pierre Fresnay, théâtre de la Michodière, 25 septembre 1947
- La Demoiselle de petite vertu, comédie en 3 actes, mise en scène Claude Sainval, Comédie des Champs-Élysées, 21 novembre 1949
- Histoires d’amour, 1949
- Nouvelles Histoires d’amour, 1950
- La P'tite Lili, comédie musicale en 2 actes et 8 tableaux, musique Marguerite Monnot, ABC, 1951
- Le Moulin de la Galette, mise en scène Pierre Fresnay, théâtre de la Michodière, 18 décembre 1951
- Les Compagnons de la Marjolaine, mise en scène Yves Robert, théâtre Antoine, 3 octobre 1952
- Le Mal d’amour, comédie en 1 prologue 3 actes et 1 épilogue, théâtre de la Michodière, 1955
- Patate, écrite en 1956, mise en scène Pierre Dux, théâtre Saint-Georges, 25 janvier 1957
- La Bagatelle, mise en scène Jean Meyer, théâtre des Bouffes-Parisiens, 16 décembre 1958
- L'Idiote, mise en scène Jean Meyer, théâtre Antoine, 22 septembre 1960
- La Polka des lampions, opérette de Marcel Achard, musique Gérard Calvi, théâtre du Châtelet, 1961
- Turlututu, mise en scène Jean Meyer, théâtre Antoine, 28 septembre 1962
- Eugène le Mystérieux, comédie musicale en 20 tableaux de Marcel Achard d'après Eugène Sue, musique Jean-Michel Damase, théâtre du Châtelet, 7 février 1964
- L'amour ne paie pas, 1963
- Machin-Chouette, mise en scène Jean Meyer, théâtre Antoine, 3 octobre 1964
- Gugusse, mise en scène Michel Roux, théâtre de la Michodière, 13 septembre 1969
- La Débauche, mise en scène Jean Le Poulain, théâtre de l'Œuvre, 16 février 1973

### Acteur
- 1923 : Voulez-vous jouer avec moâ ? mise en scène Charles Dullin, théâtre de l'Atelier
- 1933 : La Femme en blanc, théâtre Michel
- 1967 : Jean de la Lune mise en scène Jean Piat, théâtre du Palais-Royal

### Metteur en scène
- 1952 : Harvey de Mary Chase[3], mise en scène et adaptation, théâtre Antoine.

## Publication
- Alexis Hinsberger, éditions Desseaux, Colombes, 1966.

## Filmographie

### Acteur
- 1924 : Entr'acte de René Clair
- 1926 : Le P'tit Parigot de René Le Somptier
- 1951 : Traité de bave et d'éternité d'Isidore Isou
- 1952 : L'Amour, Madame de Gilles Grangier : caméo
- 1961 : Aimez-vous Brahms (Goodbye Again) d'Anatole Litvak : caméo
- 1964 : Cherchez l'idole de Michel Boisrond : caméo
- 1964 : Les Durs à cuire (Comment supprimer son prochain sans perdre l'appétit) de Jack Pinoteau : caméo

### Scénariste
- 1931 : Jean de la Lune de Jean Choux
- 1932 : La Belle Marinière de Harry Lachman (scénario, d'après sa pièce)
- 1937 : Naples au baiser de feu d'Augusto Genina
- 1937 : Gribouille de Marc Allégret (scénario)
- 1938 : Orage de Marc Allégret (scénario, dialogues)
- 1938 : L'Étrange Monsieur Victor de Jean Grémillon (scénario)
- 1939 : Noix de coco de Jean Boyer (scénario, d'après sa pièce)
- 1939 : Le Corsaire de Marc Allégret (scénario, d'après sa pièce - film inachevé)
- 1941 : Parade en 7 nuits de Marc Allégret (scénario, dialogues)
- 1942 : La Belle Aventure de Marc Allégret (scénario, dialogues)
- 1942 : L'Arlésienne de Marc Allégret (scénario, dialogues)
- 1942 : Monsieur La Souris de Georges Lacombe (adaptation et dialogue)
- 1943 : Domino de Roger Richebé (scénario, d'après sa pièce)
- 1944 : Les Petites du quai aux fleurs de Marc Allégret (scénario, dialogues)
- 1946 : Lunegarde de Marc Allégret (scénario, dialogues)
- 1946 : Pétrus de Marc Allégret (dialogues, d'après sa pièce)
- 1949 : Ceux du Tchad, court métrage de Georges Régnier (scénario)
- 1953 : Madame de… de Max Ophüls (scénario, dialogues)

### Réalisateur
- 1934 : La Veuve Joyeuse (non-crédité, version française du film d'Ernst Lubitsch)[4]
- 1935 : Folies-Bergère (version française, tournée à Hollywood, du film de Roy Del Ruth titré en anglais Folies Bergère de Paris)
- 1943 : Les Deux timides (coréalisé avec Yves Allégret et Marc Allégret, ce dernier n'étant pas crédité)
- 1949 : Jean de la Lune
- 1950 : La Valse de Paris

## Hommages
- Marcel Achard était membre de l'académie Alphonse-Allais.
- Une médaille commémorative de l'élection de Marcel Achard lui ayant appartenu est conservée au musée Carnavalet (ND 928).
- une place Marcel-Achard a été inaugurée à Paris dans le 19e arrondissement en novembre 1984.

## Décorations
- Commandeur de la Légion d'honneur
- Commandeur de l'ordre des Arts et des Lettres[5]